# Caryomyia deflexipili
Caryomyia deflexipili är en tvåvingeart som beskrevs av Gagne 2008. Caryomyia deflexipili ingår i släktet Caryomyia och familjen gallmyggor. Inga underarter finns listade i Catalogue of Life.